# استان تویاما

جایگاه استان تویاما در ژاپن.

استان تویاما یکی از استانهای کشور ژاپن است که در جزیره هونشو قرار گرفته‌است. مساحت آن ۴۲۴۸ کیلومتر مربع می‌باشد. جمعیت این استان در سال ۲۰۰۸ بیش از ۱۱۰۴۰۰۰ نفر برآورد شده‌است.
استان تویاما از نظر تقسیمات کشوری بخشی از ناحیه چوبو به حساب می‌آید. مرکز این استان شهر تویاما است.